# Cine Nizami
El edificio del Cine Nizami en Bakú fue construido en el año 1940 y es uno de los cines más viejos de Azerbaiyán. El cine lleva el nombre de Nizami Ganjavi. En la época soviética en este cine se organizó los festivales de cine y los estrenos de obras nuevas de la producción nacional y extranjera de cinematografía.
Durante el período de finales de los años 80 y principios de los 90, el interés en ir al cine bajó. Desde finales de los años 1990 y principios de los 2000 las películas nuevas aumentan en el país. Gradualmente los cines se han hecho más atractivos para los ciudadanos y los turistas. Después de una renovación completa en el marco del “programa estatal para desarrollo de Cine de Azerbaiyán en 2008-2018”, el cine Nizami abrió sus puertas a los visitantes en 2011. Ahora este cine obtiene el estatus de “centro de cine”. La noche de estreno de las películas nacionales se realiza aquí, incluyendo películas internacionales y en formato 3-D .

## Estructura de edificio
EDos salas de cine para 50 y 80 asientos se localizan en la planta baja. n el primer piso existe grande sala de cine con 500 asientos con una de las pantallas más grandes en el Cáucaso Sur (18 metros de ancho). El cuarto piso del cine hay una sala vip con 24 asientos.
Todas las salas del cine están equipadas con las últimas tecnologías en proyección y equipamiento de sonido.
En la planta baja del cine se hay locales comerciales, en el primer piso cafeterías, en el tercer piso un club de café y centro de prensa y en el cuarto y quinto piso un restaurante de dos plantas con 250 asientos y oficinas. El techo del restaurante se abre y se cierra automáticamente dependiendo del momento del año.